# Ports d'attache

Ports d'attache est une émission de télévision québécoise produite par DBCom Média et diffusée par TV5 Québec Canada, tant en ligne qu'à la télévision. En France, l'émission est diffusée sur Arte. La série est également diffusée en Europe, en Afrique, en Asie et dans les Amériques via le réseau TV5 Monde. La version anglaise, intitulée « Waterfront Cities Of The World », est notamment diffusée sur les ondes de Discovery HD World.
La photographe Heidi Hollinger est l'animatrice de l'émission et elle parcourt des villes portuaires. Elle explique l'architecture, l'histoire, la géographie et la vie quotidienne des habitants en s'entretenant avec des architectes, des historiens et des citoyens de tous les horizons qui résident dans les villes concernées.
La série originale se compose de trois saisons de treize épisodes chacune. S'y ajoute une quatrième et une cinquième saisons où Heidi Hollinger cède la place à Sophie Fouron à l'animation.

## Saison 1
1. Helsinki en Finlande
2. Le Cap en Afrique du Sud
3. La Havane à Cuba
4. Lisbonne au Portugal
5. Tel-Aviv en Israël
6. Bangkok en Thaïlande
7. Buenos Aires en Argentine
8. Melbourne en Australie
9. Houston aux États-Unis
10. Reykjavik en Islande
11. San Francisco aux États-Unis
12. Marseille en France
13. Moscou en Russie

## Saison 2
1. Singapour à Singapour
2. Venise en Italie
3. Copenhague au Danemark
4. La Valette à Malte
5. Istanbul en Turquie
6. Valence en Espagne
7. Saint-Pétersbourg en Russie
8. Vancouver au Canada
9. Salvador de Bahia au Brésil
10. Hong Kong en Chine
11. Boston aux États-Unis
12. Panama au Panama
13. Tokyo au Japon

## Saison 3
1. Naples en Italie
2. Stockholm en Suède
3. Hambourg en Allemagne
4. Londres au Royaume-Uni
5. Barcelone en Espagne
6. New York aux États-Unis
7. Riga en Lettonie
8. Miami aux États-Unis
9. Hô-Chi-Minh-Ville au Viêt Nam
10. La Nouvelle-Orléans aux États-Unis
11. Doha au Qatar
12. Lima au Pérou
13. Honolulu aux États-Unis

## Saison 4
1. Chicago aux États-Unis
2. Amsterdam aux Pays-Bas
3. Tanger au Maroc
4. Séoul en Corée du Sud
5. Oslo en Norvège
6. Shanghai en Chine
7. Dublin en Irlande
8. Carthagène en Colombie
9. Auckland en Nouvelle-Zélande
10. Rio de Janeiro au Brésil
11. Los Angeles aux États-Unis
12. Mumbai en Inde